# Alcadín
L’alcadín (ou alcadí en valencien) était, durant la période musulmane du Royaume de Valence, une personne qui s'occupait de la juridiction au sein de l'Aljama. Il présidait à ce titre les tribunaux civils et criminels accompagné de l'alamí et du bailli de la ville[réf. incomplète].
La grande popularité des alcadís auprès de la communauté mudéjar, les privilèges qui leur furent concédés et l'importance de cette charge firent que les rois eux-mêmes commencèrent à les nommer.